# Anwalt des Herzens
Anwalt des Herzens ist ein deutscher Fernsehfilm von Gabriel Barylli aus dem Jahr 2001, der am 30. Dezember 2001 im ZDF zum ersten Mal gezeigt wurde. In der Hauptrolle ist Christian Wolff zu sehen.

## Handlung
Der angesehene Anwalt Dr. Klaus Curtius führt eine Kanzlei im Chiemgau. Seine Ehefrau Katherina hat als Hobbymalerin Erfolg und wird dabei von Herbert Kurz, einem Freund der Familie, unterstützt. Die Eheleute führen ein sehr harmonisches Familienleben mit ihrer 17-jährigen Tochter Ariane. Eines Abends kommt Katharine Curtius verändert nach Haus und teilt ihren Angehörigen mit, dass sie einen Mann überfahren hat, den sie für tot hält. Unverständlicherweise für ihren Mann hat sie weder Polizei noch Rettungsdienst verständigt. Der Anwalt fährt zur Unfallstelle und nennt seine Frau als den flüchtigen Fahrer. Bei der polizeilichen Vernehmung gibt Katherina Curtius an, dass der bislang nicht identifizierte Mann in ihr Auto torkelte und durch den Bremsvorgang gegen einen Hydranten geschleudert wurde. Die Staatsanwalt hat zu Recht Zweifel an der Darstellung, das Opfer wird als der arbeitslose Musiker Peter Frank identifiziert.
Der Anwalt erfährt von Herbert Kurz, dass der Musiker seine Frau an jenem Abend an der Galerie abholte und es Streit gab. Erpresserschreiben an Katherina Curtius finden sich in der Wohnung des Toten, der Ariane während eines One-Night-Stands mit ihrer Mutter zeugte. Gegen diese ergeht Haftbefehl wegen Mordes, der gehörnte Anwalt legt das Mandat zur Verteidigung seiner Frau nieder. Doch er nimmt es wieder auf, als seine Tochter an der Situation verzweifelt. Ariane wirft ihrer Mutter in einem Brief und beim Besuch im Gefängnis vor, ihr die Wahrheit um ihren Vater verschwiegen zu haben. Doch diese meint, sie würde wieder so handeln, weil sie das innige Verhältnis von ihrem Mann und ihrer Tochter nicht beeinträchtigen wollte.
In der Hauptverhandlung wird Katherina Curtius vorgeworfen, Peter Frank angefahren, tödlich verletzt und Fahrerflucht begangen zu haben. Der Staatsanwalt spricht von Mord und fordert lebenslange Haft. Dr. Curtius spricht von einem seelischen Ausnahmezustand und betont die vorbildliche Mutterrolle seiner Frau. Ein Zeuge bestätigt die kriminellen Absichten des Musikers. Wegen Entfernung vom Unfallort, Falschaussage und Behinderung der staatlichen Ermittlungen erhält Katharine Curtius 18 Monate Haft, was die Familie und Herbert Kurz mit Erleichterung aufnehmen.

## Hintergrund
Anwalt des Herzens wurde unter dem Arbeitstitel Hauch des Zweifels von Objektiv Film GmbH im Auftrag des ZDF produziert.

## Kritik
Auf der Seite von TV Spielfilm wird der Krimi nur mit einem „Daumen zur Seite“ bewertet.